# Pierre Marie Alexandre Dumoutier
Pierre Marie Alexandre Dumoutier, né à Paris le 20 novembre 1797, où il est mort le 1er février 1871, est un phrénologiste, créateur d'un musée phrénologique dont les collections sont actuellement conservées au musée de l'Homme.

## Biographie
Il naît à Paris, où il étudie la médecine, apparemment sans aller jusqu'au doctorat. Il est d'abord aide d'anatomie à la faculté de médecine, puis professeur libre d'anatomie. En 1827, il devient membre de la Société anatomique de Paris et son nom figure entre 1838 et 1846 dans la liste des membres correspondants de cette société. Il semble qu'il ait assisté aux cours donnés à Paris par le physiologiste allemand Johann Gaspar Spurzheim et se prend d'intérêt pour la phrénologie. Il participe en 1831 à la création de la Société phrénologique de Paris et reconvertit son domicile du 37 rue de Seine à Paris en centre d'enseignement et en siège social de cette société. Le 14 janvier 1836, il y inaugure un musée phrénologique qui compte, un an plus tard, 600 bustes moulés sur nature, 300 crânes, 200 moulages de cerveau, des têtes de momies et d'animaux.
En 1837, Dumoutier est recruté par Jules Dumont d'Urville comme « préparateur d'anatomie et de phrénologie » pour sa seconde circumnavigation à bord de l'Astrolabe. Une épidémie de dysenterie ayant fauché en 1839 un tiers de l'équipage des deux corvettes de l'expédition, il sert également de chirurgien auxiliaire de deuxième classe. Il rapporte du voyage 51 bustes moulés et 200 crânes, dont une partie rejoint son musée phrénologique. Étienne Serres, qui occupa la chaire d'Anthropologie puis d'Anatomie comparée au Muséum national d'histoire naturelle, écrit de cette collection qu'elle fait « entrer l'anthropologie dans une voie nouvelle de recherches (…) Ainsi reproduits, ce sont en quelque sorte les Océaniens en personne ». La technique de moulage sur nature inventée par Dumoutier est également saluée par les savants de l'époque : Jacques Bernard Hombron écrit que « la Galerie anthropologique Dumoutier est une des richesses les plus précieuses des archives scientifiques ».
En 1853 au plus tard, le déclin des thèses phrénologistes et des difficultés financières forcent Dumoutier à fermer son musée, dont les collections sont d'abord entreposées à l'école de médecine. En 1873, après la mort de Dumoutier, elles sont acquises par le Muséum national d'histoire naturelle. Elles sont actuellement conservées au musée de l'Homme.